# Ophthalmoglipa iriana
Ophthalmoglipa iriana es una especie de coleóptero de la familia Mordellidae.

## Distribución geográfica
Habita en Irian Jaya y Nabire.